# یوسوکه ناکاتانی
یوسوکه ناکاتانی (انگلیسی: Yusuke Nakatani؛ زادهٔ ۲۲ سپتامبر ۱۹۷۸) بازیکن فوتبال اهل ژاپن است.
از باشگاه‌هایی که در آن بازی کرده‌است می‌توان به باشگاه فوتبال ناگویا گرامپوس، باشگاه فوتبال اوراوا رد دیاموندز، باشگاه فوتبال کاشیوا ریسول، باشگاه فوتبال توکیو وردی، و باشگاه فوتبال کاوازاکی فرونتال اشاره کرد.
وی همچنین در تیم ملی فوتبال زیر ۱۷ سال ژاپن بازی کرده‌است.